# Arvicola sapidus

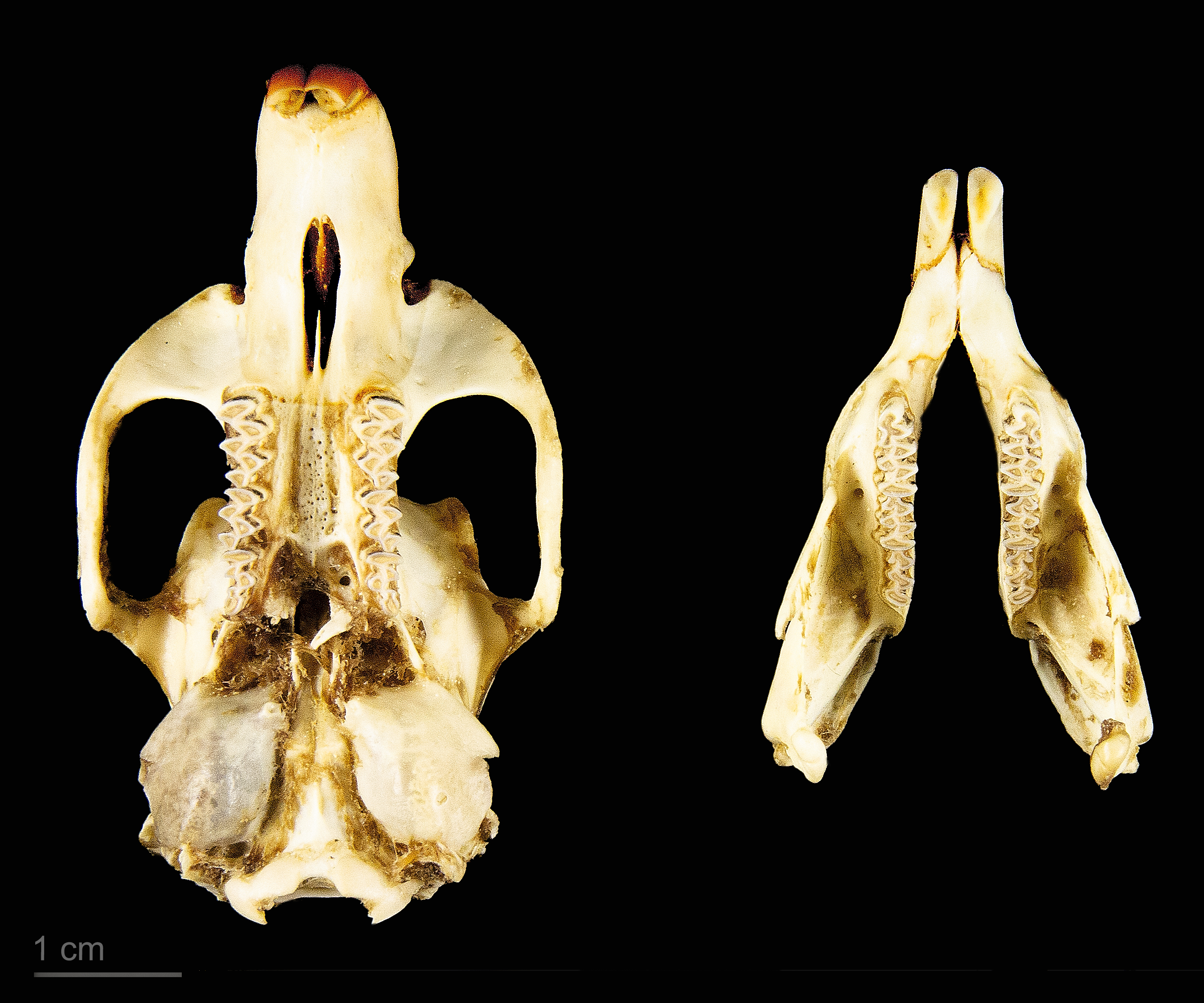
Skull of 'Arvicola sapidus - MHNT

O Arvicola sapidus, comummente conhecido como rato-de-água ou rata-de-água,  é uma espécie roedora pertencente ao género Arvicola, onde está incluído o seu congénere rato-dos-lameiros (Arvicola amphibius).
Actualmente é uma espécie que se encontra vulnerável na Europa segundo o IUCN.

## Etimologia
Quanto ao nome científico desta espécie:
- O nome genérico, Arvicola, provém do neolatim[5], resultando da aglutinação dos étimos latinos clássicos arvum[6], que significa «campo», e do sufixo -cola, que significa «habitante».[7]

- O epíteto específico, sapidus, provém do latim[8], e neste caso significa «sábio; prudente».

## Descrição física
O rato-de-água tem um tamanho médio, com o comprimento cabeça-corpo de 170 a 230 milímetros e um peso entre 140 a 310 gramas. Possui um corpo alongado, com os membros bem desenvolvidos. Possui uma cabeça comprida com as orelhas e os olhos pequenos.
A pelagem é espessa podendo ser castanho-escura a preta no dorso e cinza no ventre. Os juvenis possuem uma pelagem mais escura que os adultos desta espécie. As fêmeas têm um par de mamas na região peitoral e dois pares na região inguinal. A sua fórmula dentária é: {\displaystyle {\tfrac {1.0.0.3}{1.0.0.3}}\times 2=16}. É um ser diploide, com 40 cromossomas (2n = 40).

## Distribuição geográfica
O rato-de-água (Arvicola sapidus) ocorre em França e na Península Ibérica. Na França, o rato-de-água ocorre em três regiões: Charente-Maritime, Bretanha e na Cordilheira dos Pirenéus, com distribuições desiguais nestas regiões. A espécie tornou-se vulnerável em várias regiões metropolitanas, ocorrendo apenas num local. Em Espanha, o rato-de-água ocorre a norte, a este e em algumas regiões a sul, não estando presente no centro de Espanha, onde no passado era uma espécie comum. Em Portugal, o rato-de-água é a única espécie do género Arvicola que ocorre em grande número por todo o país em áreas associadas a água doce.
Ocorre desde o nível do mar até aos 2300 metros de altitude, nos Pirenéus.

## Habitat e ecologia
O rato-de-água prefere habitats com acesso direto à água intercalando com vegetação herbácea, como pequenos lagos de água doce, canais de irrigação e margens de rios com terra húmida nas quais possa fazer escavações e tocas. Essas tocas geralmente têm duas entradas: uma acima do nível da água e outra aquática. Quando as condições não são ideias é
encontrado acima do nível da água em campos húmidos.
Em Portugal, as salinas de Aveiro, onde a gramata-branca (Haliminone portulacoides) e o junco-das-esteiras (Juncus maritimus) são as espécies vegetais predominantes, e onde existem cursos de água estáveis, são um local favorável para a ocorrência da espécie.
O rato-de-água apresenta uma dieta essencialmente herbívora, preferindo caules e folhas de plantas que ocorrem nas margens dos rios, como as gramíneas. Por vezes pode consumir insetos, caranguejos, pequenos peixes, girinos e camarões de água doce.
O rato-de-água é um mamífero diurno, apresentando dois picos de atividade: um ao final da manhã e outro ao início da tarde, podendo também ter alguma atividade noturna.

## Reprodução
A maturidade sexual do rato-de-água é atingida às 5 semanas de idade e a esperança média de vida varia entre 2 e 4 anos.
A época de reprodução do rato-de-água tem uma grande duração, ocorrendo entre Março e Outubro, período durante o qual pode ter entre três e quatro ninhadas, nascendo entre duas e oito crias por ninhada. Geralmente, a período de gestação tem uma duração de três semanas.
Na Península Ibérica, em algumas populações a época de reprodução estende-se ao longo de todo o ano, apresentando o pico nas estações quentes.

## Predação
O rato-de-água é predado por diversas aves de rapina, a salientar a coruja-das-torres (Tyto alba), a coruja-pequena (Asio otus), o aluco (Strix aluco), o mocho-galego (Athene noctua) e a águia-de-asa-redonda (Buteo buteo).
Também é predado por alguns carnívoros, como é o caso do tourão (Mustela putorius), o texugo-europeu (Meles meles), a lontra-europeia (Lutra lutra), o vison-europeu (Mustela lutreola), o vison-americano (Neovison vison) e mesmo por cães e gatos domésticos.

## Factores de ameaça
O rato-de-água é uma espécie restrita a habitats próximos de água, estando assim sujeito a ameaças habituais associados a este habitat. A alteração ou perda do seu habitat, através da construção de habitações, estradas ou a atividade agrícola intensa são as principais ameaças a que a espécie está sujeita.
A competição com outros roedores, nomeadamente com o rato-castanho (Rattus norvegicus), rato-almiscarado (Ondatra zibethicus) e o ratão-do-banhado (Myocastor coypus) põe em causa a ocorrência da espécie em algumas regiões da sua distribuição.
Por último, embora a espécie possa sobreviver durante longos períodos com escassez de água, a falta deste recurso tem efeitos negativos sobre o rato-de-água, tornando-se uma espécie particularmente sensível às alterações climáticas.

## Conservação
O rato-de-água é uma espécie que se encontra vulnerável (VU) segundo o IUCN, devido ao seu declínio por toda a sua distribuição geográfica, causado pela modificação do seu habitat e ao isolamento de certas populações.
Embora o rato-de-água ocorra em várias áreas protegidas na sua distribuição geográfica, a espécie continua em declínio. Assim, devem ser tomadas medidas para garantir a manutenção e o aumento da densidade da espécie, nomeadamente com a proteção legal nos países onde ocorre (Portugal, Espanha e França). Deve ser estabelecida uma cooperação internacional entre estes países com o
objectivo de monitorizar e proteger a espécie em áreas transfronteiriças, onde pode ocorrer a espécie.
A conservação do seu habitat é a medida chave de conservação do rato-de-água, pois a espécie necessita de áreas com água com vegetação nas suas imediações para servir de refúgio. Desta forma práticas agrícolas que possam provocar extinções locais devem ser limitadas ou mesmo proibidas. É necessário erradicar espécies exóticas em áreas onde o rato-de-água ocorre, nomeadamente o vison-americano, Neovison vison.
Deve ser ainda criado um programa de reprodução em cativeiro de modo a aumentar o número de indivíduos da espécie e eventualmente reintroduzi-los em áreas protegidas, onde a espécie é endémica.